# Saint-Martin, Gers
Saint-Martin är en kommun i departementet Gers i regionen Occitanien i sydvästra Frankrike. Kommunen ligger i kantonen Mirande som tillhör arrondissementet Mirande. År 2022 hade Saint-Martin 442 invånare.

## Befolkningsutveckling
Antalet invånare i kommunen Saint-Martin
Referens:INSEE